# РВК-155
РВК-155 — рейдовий водолазний катер проекту РВ-376А Державної прикордонної служби України. Має бортовий номер BG-801.

## Історія
Рейдовий водолазний катер РВК-155 (BG-801) було побудовано на Ярославському суднобудівному заводі №345 у 1966 році. Спочатку входив до складу 197-ї бригади десантних кораблів Чорноморського флоту СРСР під назвою ВРД-155. Згодом, відповідності до Директиви №15/063 начальника штабу флоту від 16 січня 1970 року, 26 березня 1971 року переведений до складу 217-го екіпажу консервації 21-го дивізіону кораблів резерву 116-ї бригади річкових кораблів Чорноморського флоту. 31 грудня 1977 року його було перейменовано на сучасну назву – РВК-155. В травні 1985 року РВК-155 зі складу 217-го екіпажу консервації було переведено у 70-ту групу суден забезпечення в місті Ізмаїл, де і проходив службу до розвалу СРСР. Після розподілу Чорноморського флоту у 1997 році був переданий Україні та згодом увійшов до складу Морської охорони ДПСУ.